# The Boy Next Door
The Boy Next Door es una canción popular compuesta por Hugh Martin y Ralph Blane en 1944 para la película musical Cita en San Luis, donde era interpretada por la famosa actriz y cantante Judy Garland. Junto con The Trolley Song y Have Yourself A Merry Little Christmas es una de las tres canciones originales más famosas de la película, además de Skip To My Lou que es una canción del siglo XIX.
En 1954, Vic Damone también la cantó en una película, titulada Athena. Ha sido interpretada en otras ocasiones con el nombre de The Girl Next Door.